# 赤松廣隆
赤松廣隆（1948年5月3日—）為日本政治家，日本眾議院議員（10期），曾任日本社會黨書記長、民主党最高顧問、農林水產大臣、立憲民主党最高顧問等職務，曾任眾議院副議長。
赤松廣隆曾於鳩山由紀夫內閣擔任農林水產大臣，但由於他在2010年宮崎縣爆發口蹄疫期間的對應態度以及在疫情期間仍然前往墨西哥、古巴、哥倫比亞等國出訪而飽受質疑，時任宮崎縣知事的東國原英夫以及同樣是執政黨的社民黨幹事長重野安正都批評他應對不力。赤松後來於2010年5月25日在眾議院農林水產委員會接受質詢時，就口蹄疫問題公開道歉。
2017年因再次就任眾議院副議長而將立憲民主黨最高顧問讓位於海江田萬里。